# Mike McCallum
Michael McKenzie „Mike“ McCallum (* 7. Dezember 1956 in Kingston; † 31. Mai 2025 in Las Vegas, Vereinigte Staaten) war ein jamaikanischer Boxer.

## Amateur
1976 nahm er für Jamaika an den Olympischen Spielen in der Weltergewichtsklasse teil, scheiterte aber in der dritten Turnierrunde am späteren Bronzemedaillengewinner Reinhard Skricek. 1978 gewann er in der gleichen Gewichtsklasse die Commonwealth Games und belegte 1979 bei den Panamerikanischen Spielen den zweiten Platz. Seine Amateurbilanz war 240-10.

## Profikarriere
1981 wurde McCallum Profi und schlug in der Aufbauphase den Rechtsausleger und Ex-Champion Ayub Kalule (Bilanz 40-2). 1984 gewann er den vakanten Titel der WBA im Halbmittelgewicht und verteidigte ihn anschließend bis 1987 sechs Mal, unter anderem gegen Milton McCrory, Donald Curry und den ungeschlagenen Julian Jackson, der später Halbmittel- und Mittelgewichtsweltmeister wurde. In diesem Kampf erwischte ihn Jackson voll, McCallum ging aber nicht zu Boden und wurde seither für sein Kinn gerühmt.
Nach dem Sieg über Curry legte er den Titel nieder und stieg in das Mittelgewicht auf und trat 1988 gegen den kongolesischen WBA-Mittelgewichtsweltmeister Sumbu Kalambay an und unterlag völlig überraschend nach Punkten. Ein Jahr später konnte er aber genau diesen, mittlerweile vakanten Titel gegen Herol Graham in England gewinnen.
Er verteidigte den Titel gegen Steve Collins, Michael Watson und in einem Rückkampf Kalambay. Insbesondere die Boxdemonstration gegen Watson, der keine Chance hatte und K. o. ging, zeigte lehrbuchmäßiges Körperboxen von McCallum. Kurz darauf verlor er auf umstrittene Weise seinen Gürtel am grünen Tisch. Daraufhin forderte er im Dezember 1991 James Toney für den IBF Titel heraus, erreichte ein Unentschieden, fühlte sich aber von den Punktrichtern geprellt.
Den Rückkampf gegen Toney verlor er, gab Gewichtsschwierigkeiten als Grund für seine schwache Vorstellung an und stieg zwei Klassen ins Halbschwergewicht auf, wo er den Australier Jeff Harding am 23. Juli 1994 für den WBC-Weltmeistertitel besiegte.
Nach nur einer erfolgreichen Titelverteidigung verlor er den Gürtel im Juni 1995 an Fabrice Tiozzo. Nach einer Niederlage gegen Roy Jones Jr. im November 1996 stieg er wieder eine Gewichtsklasse auf, traf im Cruisergewicht zum dritten Mal auf James Toney und verlor wiederum nach Punkten. Anschließend beendete er seine Karriere.
Er hatte während seiner ganzen Karriere das Problem, gute Gegner in den Ring zu bekommen. Thomas Hearns, Sugar Ray Leonard und andere wussten, wie gut er war, und mieden ihn deshalb. Als Roberto Durán gegen den Kronk-Boxer Hearns antrat und nicht gegen McCallum, kam es zum bitteren öffentlichen Disput mit Emanuel Steward. Das „Ring Magazine“ bewertet ihn als zweitbesten Halbmittelgewichtler aller Zeiten nach Thomas Hearns.
2003 fand McCallum Aufnahme in die International Boxing Hall of Fame.

## Tod
McCallum starb am 31. Mai 2025 im Alter von 68 Jahren.